# Weltervikt i grekisk-romersk stil i brottning vid olympiska sommarspelen 1988
Herrarnas brottningsturnering i grekisk-romersk stil i viktklassen weltervikt vid olympiska sommarspelen 1988 avgjordes i Seongnam i Sangmu Gymnasium. 

## Medaljörer
| Klass      | Guld                     | Silver                             | Brons               |
| Weltervikt | Kim Young-Nam · Sydkorea | Daulet Turlychanov · Sovjetunionen | Józef Tracz · Polen |

## Resultat
- TO — Vinst genom fall
- SP — Vinst genom överlägsenhet, 12-14 poängs skillnad, förloraren med poäng
- SO — Vinst genom överlägsenhet, 12-14 poängs skillnad, förloraren utan poäng
- ST — Vinst genom teknisk överlägsenhet, 15 poäng skillnad
- PP — Vinst genom poäng, förloraren med tekniska poäng
- PO — Vinst genom poäng, förloraren utan tekniska poäng
- PA — Vinst genom att motståndaren skadas
- DQ — Vinst genom förverkande
- D2 — Båda brottarna diskvalificerade på grund av passivitet  (0-0 poäng)
- DNA — Dök inte upp
- L — Förluster
- ER — Elimineringsrunda
- CP — Klassificeringspoäng
- TP — Tekniska poäng

- PA — Vinst genom att motståndaren skadats

### Elimineringsrunda

#### Pool A
| L        |                          | CP       | TP       |                          | L        |          |
| Omgång 1 | Omgång 1                 | Omgång 1 | Omgång 1 | Omgång 1                 | Omgång 1 | Omgång 1 |
| -------- | ------------------------ | -------- | -------- | ------------------------ | -------- | -------- |
| 0        | Józef Tracz (POL)        | 3-1 PP   | 6-3      | David Butler (USA)       | 1        |          |
| 1        | Óscar Sánchez (ESP)      | 0-4 TF   | 2:40     | Franc Podlesek (YUG)     | 0        |          |
| 0        | Hiromichi Ito (JPN)      | 3-1 PP   | 8-4      | Wei Qingkun (CHN)        | 1        |          |
| 1        | Zouheir Al-Balah (SYR)   | 0-3 PO   | 0-8      | Kim Young-Nam (KOR)      | 0        |          |
| 0        | Borislav Velichkov (BUL) | 4-0 ST   | 16-0     | Jean Manga (CMR)         | 1        |          |
| Omgång 2 |                          |          |          |                          |          |          |
| 0        | Józef Tracz (POL)        | 4-0 TF   | 1:51     | Óscar Sánchez (ESP)      | 2        |          |
| 1        | David Butler (USA)       | 2-0 P0   | 5:31     | Franc Podlesek (YUG)     | 1        |          |
| 0        | Hiromichi Ito (JPN)      | 3-0 P1   | 4:19     | Zouheir Al-Balah (SYR)   | 2        |          |
| 2        | Wei Qingkun (CHN)        | 0-3 PO   | 0-4      | Borislav Velichkov (BUL) | 0        |          |
| 0        | Kim Young-Nam (KOR)      | 4-0 TF   | 1:49     | Jean Manga (CMR)         | 2        |          |
| Omgång 3 |                          |          |          |                          |          |          |
| 1        | Józef Tracz (POL)        | 0-3 PO   | 0-5      | Franc Podlesek (YUG)     | 1        |          |
| 1        | David Butler (USA)       | 3-1 PP   | 6-2      | Hiromichi Ito (JPN)      | 1        |          |
| 0        | Kim Young-Nam (KOR)      | 3-1 PP   | 3-1      | Borislav Velichkov (BUL) | 1        |          |
| Omgång 4 |                          |          |          |                          |          |          |
| 1        | Józef Tracz (POL)        | 3-1 PP   | 4-1      | Hiromichi Ito (JPN)      | 2        |          |
| 2        | David Butler (USA)       | 0-3 PO   | 0-2      | Kim Young-Nam (KOR)      | 0        |          |
| 2        | Franc Podlesek (YUG)     | 0-3 PO   | 0-1      | Borislav Velichkov (BUL) | 1        |          |
| Omgång 5 |                          |          |          |                          |          |          |
| 1        | Józef Tracz (POL)        | 0-0 DQ   | 7:14     | Kim Young-Nam (KOR)      | 1        |          |
| 1        | Borislav Velichkov (BUL) |          |          | Bye                      |          |          |
| Omgång 6 |                          |          |          |                          |          |          |
| 2        | Borislav Velichkov (BUL) | 1-3 PP   | 4-5      | Józef Tracz (POL)        | 1        |          |
| 1        | Kim Young-Nam (KOR)      |          |          | Bye                      |          |          |

| Brottare                 | L | ER | CP | Tiebreaker |
| ------------------------ | - | -- | -- | ---------- |
| Kim Young-Nam (KOR)      | 0 | -  | 13 | 3          |
| Józef Tracz (POL)        | 1 | -  | 10 | 3          |
| Borislav Velichkov (BUL) | 1 | -  | 11 | 2          |
| Hiromichi Ito (JPN)      | 2 | 4  | 8  |            |
| Franc Podlesek (YUG)     | 2 | 4  | 7  |            |
| David Butler (USA)       | 2 | 4  | 6  |            |
| Wei Qingkun (CHN)        | 2 | 2  | 1  |            |
| Jean Manga (CMR)         | 2 | 2  | 0  |            |
| Óscar Sánchez (ESP)      | 2 | 2  | 0  |            |
| Zouheir Al-Balah (SYR)   | 2 | 2  | 0  |            |

#### Pool B
| L        |                          | CP       | TP       |                          | L        |          |
| Omgång 1 | Omgång 1                 | Omgång 1 | Omgång 1 | Omgång 1                 | Omgång 1 | Omgång 1 |
| -------- | ------------------------ | -------- | -------- | ------------------------ | -------- | -------- |
| 0        | Roger Tallroth (SWE)     | 3-1 PP   | 7-5      | Jouko Salomäki (FIN)     | 1        |          |
| 0        | Martial Mischler (FRA)   | 3-0 P1   | 4:13     | Erhan Balcı (TUR)        | 1        |          |
| 1        | Reza Andouz (IRI)        | 0-4 TF   | 2:06     | Daulet Turlychanov (URS) | 0        |          |
| 1        | Jaroslav Zeman (TCH)     | 1-3 PP   | 2-5      | János Takács (HUN)       | 0        |          |
| 0        | Abdelaziz Tahir (MAR)    |          |          | Bye                      |          |          |
| Omgång 2 |                          |          |          |                          |          |          |
| 1        | Abdelaziz Tahir (MAR)    | 0-3 P1   | 3:27     | Roger Tallroth (SWE)     | 0        |          |
| 2        | Jouko Salomäki (FIN)     | 1-3 PP   | 3-4      | Martial Mischler (FRA)   | 0        |          |
| 1        | Erhan Balcı (TUR)        | 3-0 P1   | 4:10     | Reza Andouz (IRI)        | 2        |          |
| 0        | Daulet Turlychanov (URS) | 4-0 TF   | 3:24     | Jaroslav Zeman (TCH)     | 2        |          |
| 0        | János Takács (HUN)       |          |          | Bye                      |          |          |
| Omgång 3 |                          |          |          |                          |          |          |
| 0        | János Takács (HUN)       | 3-1 PP   | 7-1      | Abdelaziz Tahir (MAR)    | 2        |          |
| 1        | Roger Tallroth (SWE)     | 1-3 PP   | 2-3      | Martial Mischler (FRA)   | 0        |          |
| 2        | Erhan Balcı (TUR)        | 0-3 P1   | 2:27     | Daulet Turlychanov (URS) | 0        |          |
| Omgång 4 |                          |          |          |                          |          |          |
| 1        | János Takács (HUN)       | 0-3 P1   | 4:38     | Roger Tallroth (SWE)     | 1        |          |
| 1        | Martial Mischler (FRA)   | 0-4 TF   | 4:30     | Daulet Turlychanov (URS) | 0        |          |
| Omgång 5 |                          |          |          |                          |          |          |
| 1        | János Takács (HUN)       | 3-1 PP   | 4-1      | Martial Mischler (FRA)   | 2        |          |
| 2        | Roger Tallroth (SWE)     | 0-3 P1   | 5:04     | Daulet Turlychanov (URS) | 0        |          |
| Omgång 6 |                          |          |          |                          |          |          |
| 2        | János Takács (HUN)       | 0-3 PO   | 0-10     | Daulet Turlychanov (URS) | 0        |          |

| Brottare                 | L | ER | CP |
| ------------------------ | - | -- | -- |
| Daulet Turlychanov (URS) | 0 | -  | 21 |
| János Takács (HUN)       | 2 | 6  | 9  |
| Martial Mischler (FRA)   | 2 | 5  | 10 |
| Roger Tallroth (SWE)     | 2 | 5  | 10 |
| Erhan Balcı (TUR)        | 2 | 3  | 3  |
| Abdelaziz Tahir (MAR)    | 2 | 3  | 1  |
| Jouko Salomäki (FIN)     | 2 | 2  | 2  |
| Jaroslav Zeman (TCH)     | 2 | 2  | 1  |
| Reza Andouz (IRI)        | 2 | 2  | 0  |

### Slutkamper
|                          | CP        | TP        |                          |           |
| 7:e plats                | 7:e plats | 7:e plats | 7:e plats                | 7:e plats |
| ------------------------ | --------- | --------- | ------------------------ | --------- |
| Hiromichi Ito (JPN)      | 1-3 PP    | 1-5       | Roger Tallroth (SWE)     |           |
| 5:e plats                |           |           |                          |           |
| Borislav Velichkov (BUL) | 1-3 PP    | 1-4       | Martial Mischler (FRA)   |           |
| Bronsmatch               |           |           |                          |           |
| Józef Tracz (POL)        | 3-0 PO    | 2-0       | János Takács (HUN)       |           |
| Final                    |           |           |                          |           |
| Kim Young-Nam (KOR)      | 3-1 PP    | 2-1       | Daulet Turlychanov (URS) |           |